# Frauenthal (Weiding)
Frauenthal ist ein Ortsteil der bayerischen Gemeinde Weiding im Oberpfälzer Landkreis Schwandorf.
Frauenthal heißt eine Waldlichtung am Forellenbach etwa drei Kilometer westlich von Weiding. Auf dieser Waldlichtung befand sich 1881 eine Glasschleife, die sogenannte „Fuchsenschleife“. Heute (2012) befindet sich in den Gebäuden der Einöde ein Pflegeheim für Menschen mit Behinderungen der Dr. Loew Soziale Dienstleistungen. Der Platz wird von den Einwohnern der Umgebung synonym als „Frauenthal“ und als „Fuchsenschleife“ bezeichnet.